# Liste der Nummer-eins-Hits in Portugal (2016)
Diese Liste der Nummer-eins-Hits in Portugal im Jahr 2016 basiert auf den offiziellen Singlecharts (Top 100 Singles) und Albumcharts (Top 50 Artistas) der Associação Fonográfica Portuguesa (AFP), der portugiesischen Landesgruppe der IFPI. Die Singlecharts wurden erst mit Beginn dieses Jahres wieder eingeführt, nachdem sie 2013 eingestellt worden waren.

## Singles
| ← 2015 ← | Liste der Nummer-eins-Hits in Portugal | Liste der Nummer-eins-Hits in Portugal | Liste der Nummer-eins-Hits in Portugal | 2017 →                    |
| \| Zeitraum \| Wo. ges. \| Interpret \| Titel Autor(en) \| Zusätzliche Informationen \| \| (Zeitraum, Wochen auf Platz eins, Interpret, Titel, Autor[en], zusätzliche Informationen) \| \| \| \| \| \| ----------------------------------------------------------------------------------------- \| -------- \| ------------------------------------ \| ----------------------------------------------------------------------------------------------------------------------------------------------------------------------------------------- \| ------------------------- \| \| 1.–4. Woche 4 Wochen \| 4 \| Justin Bieber \| Sorry Justin Bieber, Sonny Moore, Justin Tranter, Julia Michaels, Michael Tucker \| – \| \| 5. Woche 1 Woche \| 1 \| Zayn \| Pillowtalk Zayn Malik, Levi Lennox, Anthony Hannides, Michael Hannides, Joe Garrett \| – \| \| 6.–7. Woche 2 Wochen \| 2 \| Justin Bieber \| Love Yourself Ed Sheeran, Benjamin Levin, Justin Bieber \| – \| \| 8.–13. Woche 6 Wochen \| 6 \| Rihanna feat. Drake \| Work Rupert Thomas, Monte Moir, Aubrey Graham, Matthew Samuels, Robyn Fenty, Allen Ritter, Rich Stephenson, Jahron Braithwaite \| – \| \| 14.–17. Woche 4 Wochen \| 4 \| Sia feat. Sean Paul \| Cheap Thrills Sia Furler, Greg Kurstin, Sean Paul Henriques \| – \| \| 18.–27. Woche 10 Wochen (insgesamt 11) \| 11 \| Drake feat. WizKid & Kyla \| One Dance Aubrey Drake Graham, Paul Jefferies, Noah Shebib, Logan Sama, Ayodeji Ibrahim Balogun, Themba Sekowe, Kyla Reid, Errol Reid, Luke Reid \| – \| \| 28.–29. Woche 2 Wochen \| 2 \| David Guetta feat. Zara Larsson \| This One’s for You David Guetta, Giorgio Tuinfort, Nick van de Wall, Ester Dean, Thomas Troelsen \| – \| \| 30. Woche 1 Woche (insgesamt 11) \| 11 \| Drake feat. WizKid & Kyla \| One Dance Aubrey Drake Graham, Paul Jefferies, Noah Shebib, Logan Sama, Ayodeji Ibrahim Balogun, Themba Sekowe, Kyla Reid, Errol Reid, Luke Reid \| – \| \| 31.–34. Woche 4 Wochen \| 4 \| Major Lazer feat. Justin Bieber & Mø \| Cold Water Ed Sheeran, Benjamin Levin, Karen Marie Ørsted, Thomas Pentz, Justin Bieber, Jamie Scott, Philip Meckseper, Henry Allen \| – \| \| 35.–42. Woche 8 Wochen \| 8 \| DJ Snake feat. Justin Bieber \| Let Me Love You Louis Bell, Justin Bieber, Lumidee Cedeño, William Grigahcine, Stany Kibulu, Brian Lee, Steven Marsden, Teddy Mendez, Edwin Perez, Austin Roser, Ali Tamposi, Andrew Watt \| – \| \| 43. Woche 2016 – 1. Woche 2017 11 Wochen \| 11 \| The Weeknd feat. Daft Punk \| Starboy Abel Tesfaye, Guy-Manuel de Homem-Christo, Thomas Bangalter, Martin McKinney, Henry Walter, Jason Quenneville \| – \| |                                        |                                        | |                           |
| ← 2015 |                                        |                                        | | → 2017 →                  |
| Zeitraum | Wo. ges.                               | Interpret                              | Titel Autor(en) | Zusätzliche Informationen |
| (Zeitraum, Wochen auf Platz eins, Interpret, Titel, Autor[en], zusätzliche Informationen) |                                        |                                        | |                           |
| 1.–4. Woche 4 Wochen | 4                                      | Justin Bieber                          | Sorry Justin Bieber, Sonny Moore, Justin Tranter, Julia Michaels, Michael Tucker | –                         |
| 5. Woche 1 Woche | 1                                      | Zayn                                   | Pillowtalk Zayn Malik, Levi Lennox, Anthony Hannides, Michael Hannides, Joe Garrett | –                         |
| 6.–7. Woche 2 Wochen | 2                                      | Justin Bieber                          | Love Yourself Ed Sheeran, Benjamin Levin, Justin Bieber | –                         |
| 8.–13. Woche 6 Wochen | 6                                      | Rihanna feat. Drake                    | Work Rupert Thomas, Monte Moir, Aubrey Graham, Matthew Samuels, Robyn Fenty, Allen Ritter, Rich Stephenson, Jahron Braithwaite                                                            | –                         |
| 14.–17. Woche 4 Wochen | 4                                      | Sia feat. Sean Paul                    | Cheap Thrills Sia Furler, Greg Kurstin, Sean Paul Henriques | –                         |
| 18.–27. Woche 10 Wochen (insgesamt 11) | 11                                     | Drake feat. WizKid & Kyla              | One Dance Aubrey Drake Graham, Paul Jefferies, Noah Shebib, Logan Sama, Ayodeji Ibrahim Balogun, Themba Sekowe, Kyla Reid, Errol Reid, Luke Reid                                          | –                         |
| 28.–29. Woche 2 Wochen | 2                                      | David Guetta feat. Zara Larsson        | This One’s for You David Guetta, Giorgio Tuinfort, Nick van de Wall, Ester Dean, Thomas Troelsen                                                                                          | –                         |
| 30. Woche 1 Woche (insgesamt 11) | 11                                     | Drake feat. WizKid & Kyla              | One Dance Aubrey Drake Graham, Paul Jefferies, Noah Shebib, Logan Sama, Ayodeji Ibrahim Balogun, Themba Sekowe, Kyla Reid, Errol Reid, Luke Reid                                          | –                         |
| 31.–34. Woche 4 Wochen | 4                                      | Major Lazer feat. Justin Bieber & Mø   | Cold Water Ed Sheeran, Benjamin Levin, Karen Marie Ørsted, Thomas Pentz, Justin Bieber, Jamie Scott, Philip Meckseper, Henry Allen                                                        | –                         |
| 35.–42. Woche 8 Wochen | 8                                      | DJ Snake feat. Justin Bieber           | Let Me Love You Louis Bell, Justin Bieber, Lumidee Cedeño, William Grigahcine, Stany Kibulu, Brian Lee, Steven Marsden, Teddy Mendez, Edwin Perez, Austin Roser, Ali Tamposi, Andrew Watt | –                         |
| 43. Woche 2016 – 1. Woche 2017 11 Wochen | 11                                     | The Weeknd feat. Daft Punk             | Starboy Abel Tesfaye, Guy-Manuel de Homem-Christo, Thomas Bangalter, Martin McKinney, Henry Walter, Jason Quenneville                                                                     | –                         |

## Alben
| ← 2015 ← | Liste der Nummer-eins-Hits in Portugal | Liste der Nummer-eins-Hits in Portugal | Liste der Nummer-eins-Hits in Portugal | 2017 →                    |
| \| Zeitraum \| Wo. ges. \| Interpret \| Titel \| Zusätzliche Informationen \| \| (Zeitraum, Wochen auf Platz eins, Interpret, Titel, zusätzliche Informationen) \| \| \| \| \| \| ------------------------------------------------------------------------------ \| -------- \| --------------------------- \| ----------------------------------- \| ------------------------- \| \| 1. Woche 1 Woche (insgesamt 7) \| 7 \| Adele \| 25 \| – \| \| 2.–7. Woche 6 Wochen \| 6 \| David Bowie \| Blackstar \| – \| \| 8.–11. Woche 4 Wochen \| 4 \| Deolinda \| Outras Histórias \| – \| \| 12. Woche 1 Woche \| 1 \| Aurea \| Restart \| – \| \| 13. Woche 1 Woche \| 1 \| Zayn \| Mind of Mine \| – \| \| 14. Woche 1 Woche \| 1 \| Linda Martini \| Sirumba \| – \| \| 15. Woche 1 Woche (insgesamt 2) \| 2 \| Ana Moura \| Moura \| – \| \| 16. Woche 1 Woche \| 1 \| Capitão Fausto \| Capitão Fausto Têm os Dias Contados \| – \| \| 17. Woche 1 Woche (insgesamt 2) \| 2 \| Ana Moura \| Moura \| – \| \| 18. Woche 1 Woche \| 1 \| Rui Massena \| Ensemble \| – \| \| 19. Woche 1 Woche \| 1 \| Beyoncé \| Lemonade \| – \| \| 20. Woche 1 Woche (insgesamt 2) \| 2 \| Panda e Os Amigos \| Panda e Os Amigos \| – \| \| 21. Woche 1 Woche (insgesamt 7) \| 7 \| Adele \| 25 \| – \| \| 22. Woche 1 Woche (insgesamt 2) \| 2 \| Panda e Os Amigos \| Panda e Os Amigos \| – \| \| 23. Woche 1 Woche (insgesamt 3) \| 3 \| Agir \| Leva-Me a Sério \| – \| \| 24. Woche 1 Woche (insgesamt 6) \| 6 \| David Carreira \| 3 \| – \| \| 25. Woche 1 Woche \| 1 \| Radiohead \| A Moon Shaped Pool \| – \| \| 26.–27. Woche 2 Wochen (insgesamt 6) \| 6 \| David Carreira \| 3 \| – \| \| 28. Woche 1 Woche (insgesamt 3) \| 3 \| Agir \| Leva-Me a Sério \| – \| \| 29. Woche 1 Woche (insgesamt 6) \| 6 \| David Carreira \| 3 \| – \| \| 30. Woche 1 Woche (insgesamt 3) \| 3 \| Agir \| Leva-Me a Sério \| – \| \| 31. Woche 1 Woche (insgesamt 6) \| 6 \| David Carreira \| 3 \| – \| \| 32.–36. Woche 5 Wochen (insgesamt 7) \| 7 \| Panda e Os Caricas \| Panda e Os Caricas 3 \| – \| \| 37. Woche 1 Woche \| 1 \| Nick Cave and the Bad Seeds \| Skeleton Tree \| – \| \| 38. Woche 1 Woche (insgesamt 7) \| 7 \| Panda e Os Caricas \| Panda e Os Caricas 3 \| – \| \| 39. Woche 1 Woche \| 1 \| Shawn Mendes \| Illuminate \| – \| \| 40. Woche 1 Woche (insgesamt 7) \| 7 \| Panda e Os Caricas \| Panda e Os Caricas 3 \| – \| \| 41. Woche 1 Woche \| 1 \| Marrow \| You Can’t Win, Charlie Brown \| – \| \| 42. Woche 1 Woche \| 1 \| Xutos & Pontapés \| Se me amas \| – \| \| 43.–45. Woche 3 Wochen \| 3 \| António Zambujo \| Até pensei que fosse minha \| – \| \| 46. Woche 1 Woche \| 1 \| Leonard Cohen \| You Want It Darker \| – \| \| 47. Woche 1 Woche \| 1 \| Metallica \| Hardwired…to Self-Destruct \| – \| \| 48. Woche 1 Woche \| 1 \| Anselmo Ralph \| Amor é cego \| – \| \| 49.–52. Woche 4 Wochen \| 4 \| Carminho \| Carminho Canta Tom Jobim \| – \| |                                        |                                        |                                        |                           |
| ← 2015 |                                        |                                        |                                        | → 2017 →                  |
| Zeitraum | Wo. ges.                               | Interpret                              | Titel                                  | Zusätzliche Informationen |
| (Zeitraum, Wochen auf Platz eins, Interpret, Titel, zusätzliche Informationen) |                                        |                                        |                                        |                           |
| 1. Woche 1 Woche (insgesamt 7) | 7                                      | Adele                                  | 25                                     | –                         |
| 2.–7. Woche 6 Wochen | 6                                      | David Bowie                            | Blackstar                              | –                         |
| 8.–11. Woche 4 Wochen | 4                                      | Deolinda                               | Outras Histórias                       | –                         |
| 12. Woche 1 Woche | 1                                      | Aurea                                  | Restart                                | –                         |
| 13. Woche 1 Woche | 1                                      | Zayn                                   | Mind of Mine                           | –                         |
| 14. Woche 1 Woche | 1                                      | Linda Martini                          | Sirumba                                | –                         |
| 15. Woche 1 Woche (insgesamt 2) | 2                                      | Ana Moura                              | Moura                                  | –                         |
| 16. Woche 1 Woche | 1                                      | Capitão Fausto                         | Capitão Fausto Têm os Dias Contados    | –                         |
| 17. Woche 1 Woche (insgesamt 2) | 2                                      | Ana Moura                              | Moura                                  | –                         |
| 18. Woche 1 Woche | 1                                      | Rui Massena                            | Ensemble                               | –                         |
| 19. Woche 1 Woche | 1                                      | Beyoncé                                | Lemonade                               | –                         |
| 20. Woche 1 Woche (insgesamt 2) | 2                                      | Panda e Os Amigos                      | Panda e Os Amigos                      | –                         |
| 21. Woche 1 Woche (insgesamt 7) | 7                                      | Adele                                  | 25                                     | –                         |
| 22. Woche 1 Woche (insgesamt 2) | 2                                      | Panda e Os Amigos                      | Panda e Os Amigos                      | –                         |
| 23. Woche 1 Woche (insgesamt 3) | 3                                      | Agir                                   | Leva-Me a Sério                        | –                         |
| 24. Woche 1 Woche (insgesamt 6) | 6                                      | David Carreira                         | 3                                      | –                         |
| 25. Woche 1 Woche | 1                                      | Radiohead                              | A Moon Shaped Pool                     | –                         |
| 26.–27. Woche 2 Wochen (insgesamt 6) | 6                                      | David Carreira                         | 3                                      | –                         |
| 28. Woche 1 Woche (insgesamt 3) | 3                                      | Agir                                   | Leva-Me a Sério                        | –                         |
| 29. Woche 1 Woche (insgesamt 6) | 6                                      | David Carreira                         | 3                                      | –                         |
| 30. Woche 1 Woche (insgesamt 3) | 3                                      | Agir                                   | Leva-Me a Sério                        | –                         |
| 31. Woche 1 Woche (insgesamt 6) | 6                                      | David Carreira                         | 3                                      | –                         |
| 32.–36. Woche 5 Wochen (insgesamt 7) | 7                                      | Panda e Os Caricas                     | Panda e Os Caricas 3                   | –                         |
| 37. Woche 1 Woche | 1                                      | Nick Cave and the Bad Seeds            | Skeleton Tree                          | –                         |
| 38. Woche 1 Woche (insgesamt 7) | 7                                      | Panda e Os Caricas                     | Panda e Os Caricas 3                   | –                         |
| 39. Woche 1 Woche | 1                                      | Shawn Mendes                           | Illuminate                             | –                         |
| 40. Woche 1 Woche (insgesamt 7) | 7                                      | Panda e Os Caricas                     | Panda e Os Caricas 3                   | –                         |
| 41. Woche 1 Woche | 1                                      | Marrow                                 | You Can’t Win, Charlie Brown           | –                         |
| 42. Woche 1 Woche | 1                                      | Xutos & Pontapés                       | Se me amas                             | –                         |
| 43.–45. Woche 3 Wochen | 3                                      | António Zambujo                        | Até pensei que fosse minha             | –                         |
| 46. Woche 1 Woche | 1                                      | Leonard Cohen                          | You Want It Darker                     | –                         |
| 47. Woche 1 Woche | 1                                      | Metallica                              | Hardwired…to Self-Destruct             | –                         |
| 48. Woche 1 Woche | 1                                      | Anselmo Ralph                          | Amor é cego                            | –                         |
| 49.–52. Woche 4 Wochen | 4                                      | Carminho                               | Carminho Canta Tom Jobim               | –                         |